# Батур (Бјела)
Батур је насеље у Италији у округу Бијела, региону Пијемонт.
Према процени из 2011. у насељу је живело 13 становника. Насеље се налази на надморској висини од 438 м.